# Славянский залив
Славя́нский зали́в (до 1972 года — Туламу) — внутренний залив у северо-западного берега залива Петра Великого Японского моря, омывает побережье Хасанского района Приморского края. Вдаётся в сушу между мысом Брюса полуострова Брюса и южной оконечностью полуострова Янковского. Длина около 9,3 км, ширина у входа — 4,85 км, глубина до 21 м.
В 1856 году британские военные корабли — парусный фрегат «Винчестер» (командир Мэй) и паровой шлюп «Барракуда» (командир Фримэн) — обследовали залив Петра Великого и назвали его залив Виктория, а Славянский залив — порт Брюс.  В 1859 г. берега Приморья обследовала русская экспедиция из 7 судов, которой руководил генерал-губернатор Восточной Сибири Николай Муравьёв-Амурский. Она переименовала ряд географических объектов, названных иностранцами, в том числе своё нынешнее название получил Славянский залив.
В северо-западной части Славянского залива расположена бухта Северная. Западный берег залива и берег вершины бухты Северная образованы низкой равниной, покрытой травой и кустарником. В юго-западную часть бухты Северная впадает река Брусья. Северо-восточный берег залива образован гористым полуостровом Янковского, который соединяется с материком низким перешейком. С востока Славянский залив прикрыт островами Сидорова и Герасимова, разделённые проливом Стенина. С юга расположены бухты Круглая, Нерпа и Славянка на берегах которых расположены посёлки Славянка и База Круглая.
С марта-апреля по август в заливе наблюдаются туманы. В летнее время вода на мелководье может прогреваться до 25-28 градусов Цельсия. Зимой первое появление льда в заливе наблюдается в середине декабря. Взлом льда начинается в первых числах марта, а к концу первой декады апреля залив освобождается от льда. Прозрачность воды доходит до 25 м.
В заливе расположено несколько песчаных и каменистых пляжей, где проводят летний отдых местные жители и приезжие из центральных районов края и соседних регионов. Для обслуживания отдыхающих были открыты несколько баз отдыха и гостиниц. Залив также является одним из популярных мест для занятия дайвингом.